# Islámské centrum Vídeň
Islámské centrum Vídeň, německy Islamisches Zentrum Wien, je mešita, nacházející se v 21. vídeňském okrese Floridsdorf v Bruckhaufenu na ulici Am Bruckhaufen 3.

## Historie
Mešita byla postavena v letech 1975 až 1979 architektem Richardem Lugnerem na zakázku saúdskoarabského krále Fajsala bin Abd al-Azíz. Minaret je 32 metrů vysoký, průměr kopule je 20 metrů. K centru jsou připojena zařízení pro péči o islámskou kulturu.
Islámské centrum bylo otevřeno rakouským prezidentem Rudolfem Kirchschlägerem dne 20. listopadu 1979.
Ředitel Islámského centra je členem saúdskoarabského velvyslanectví ve Vídni. Islámské centrum je členem Islámské světové ligy, která je financovaná Saúdskoarabským královstvím.
V průběhu sympozia Das Unbehagen mit der Religion Ústavu pro religiozitu v psychiatrii a psychoterapii konaném dne 18. června 2011 byl Gregor Henckel-Donnersmarck první vysoký katolický hodnostář přednášející v této mešitě.

## Galerie

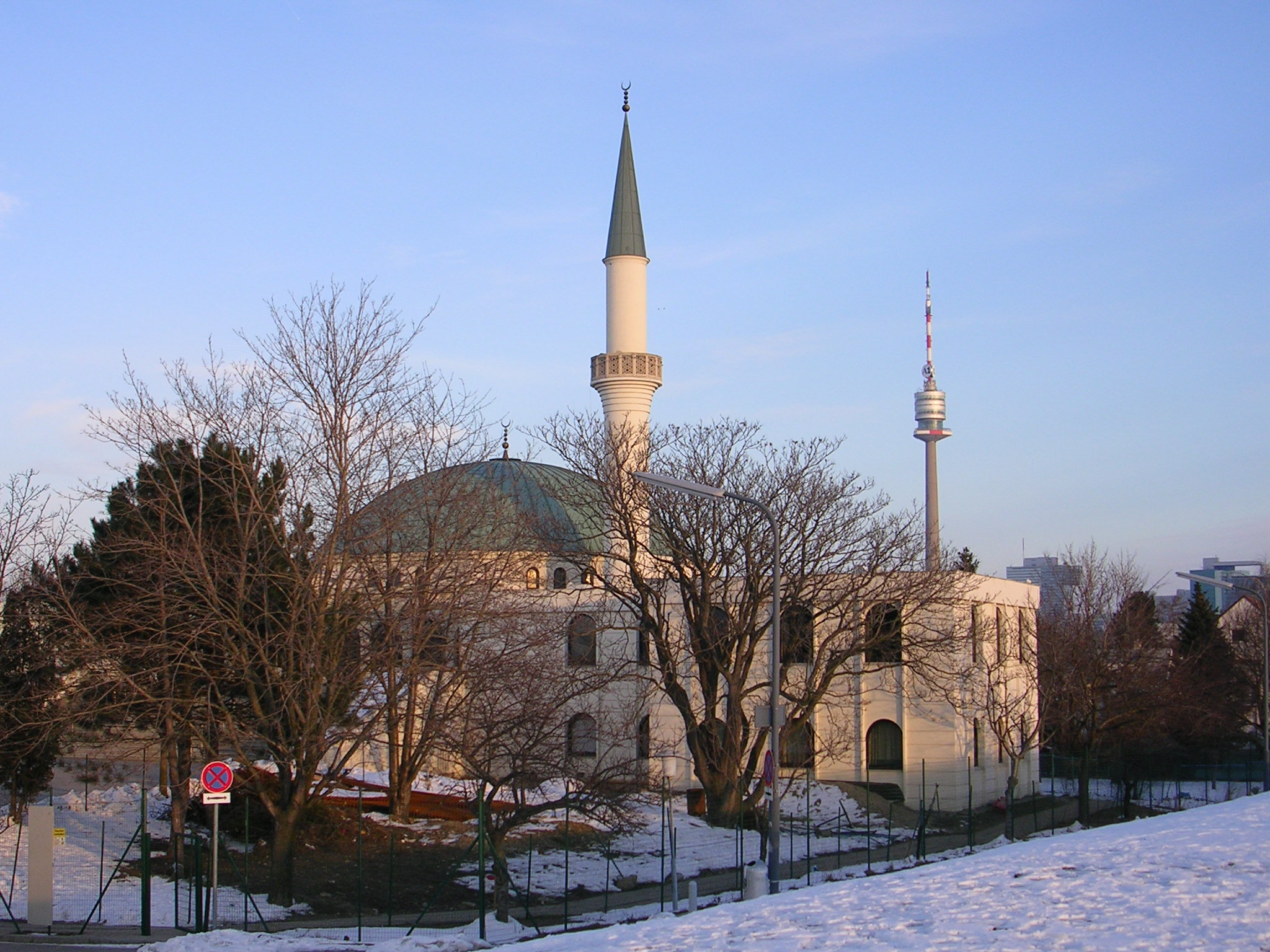
Islámské centrum Vídeň
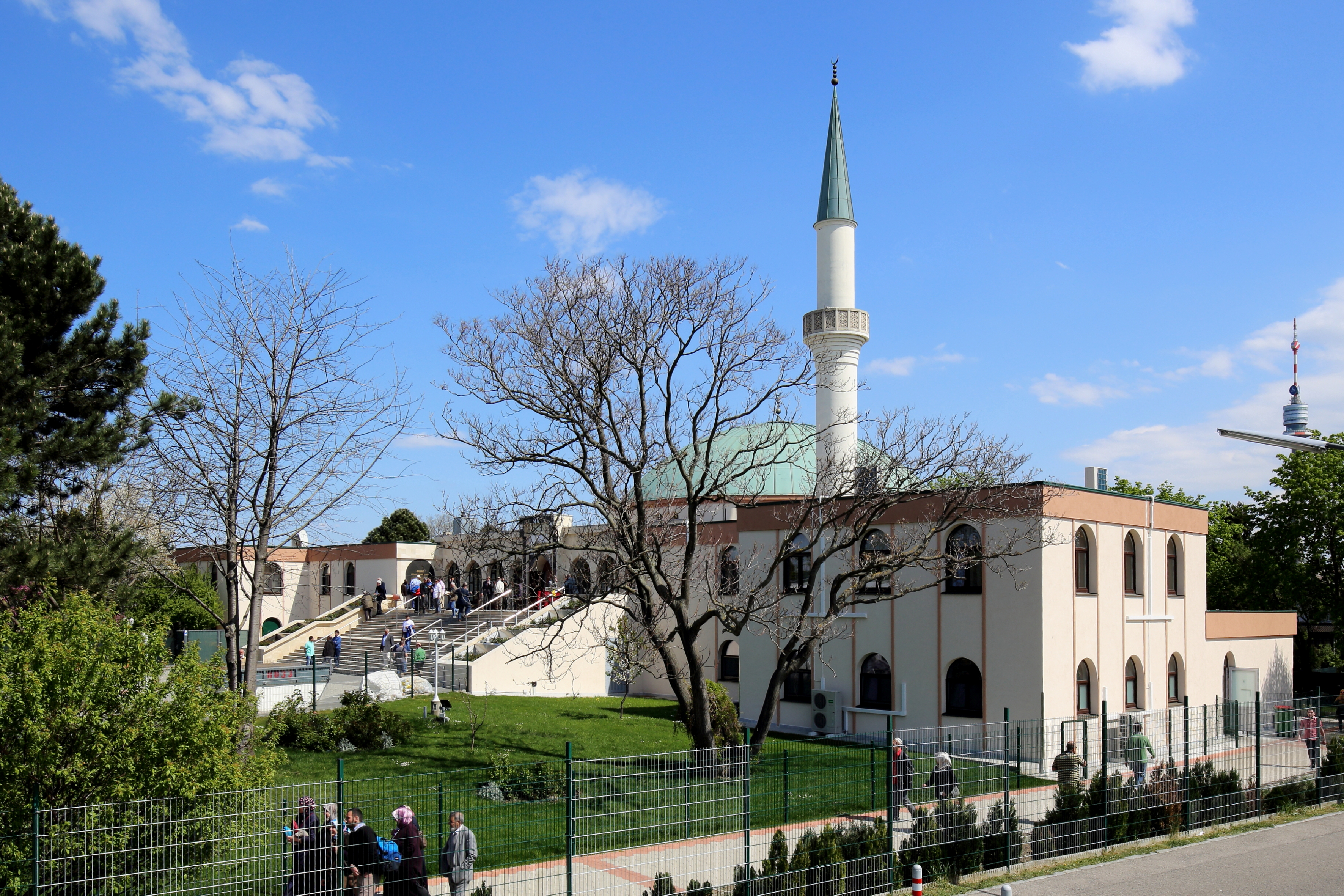
Islámské centrum Vídeň
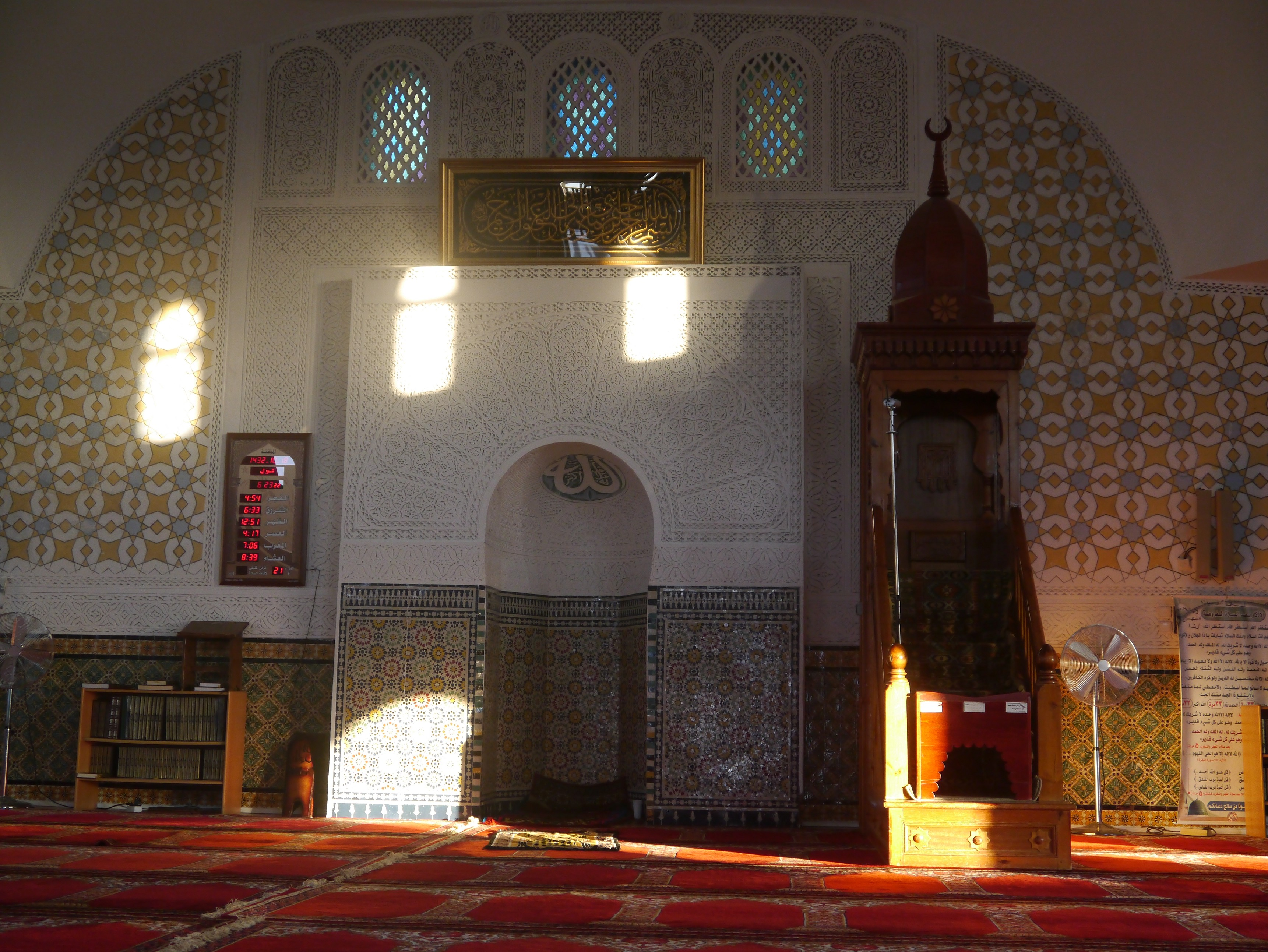
Islámské centrum Vídeň
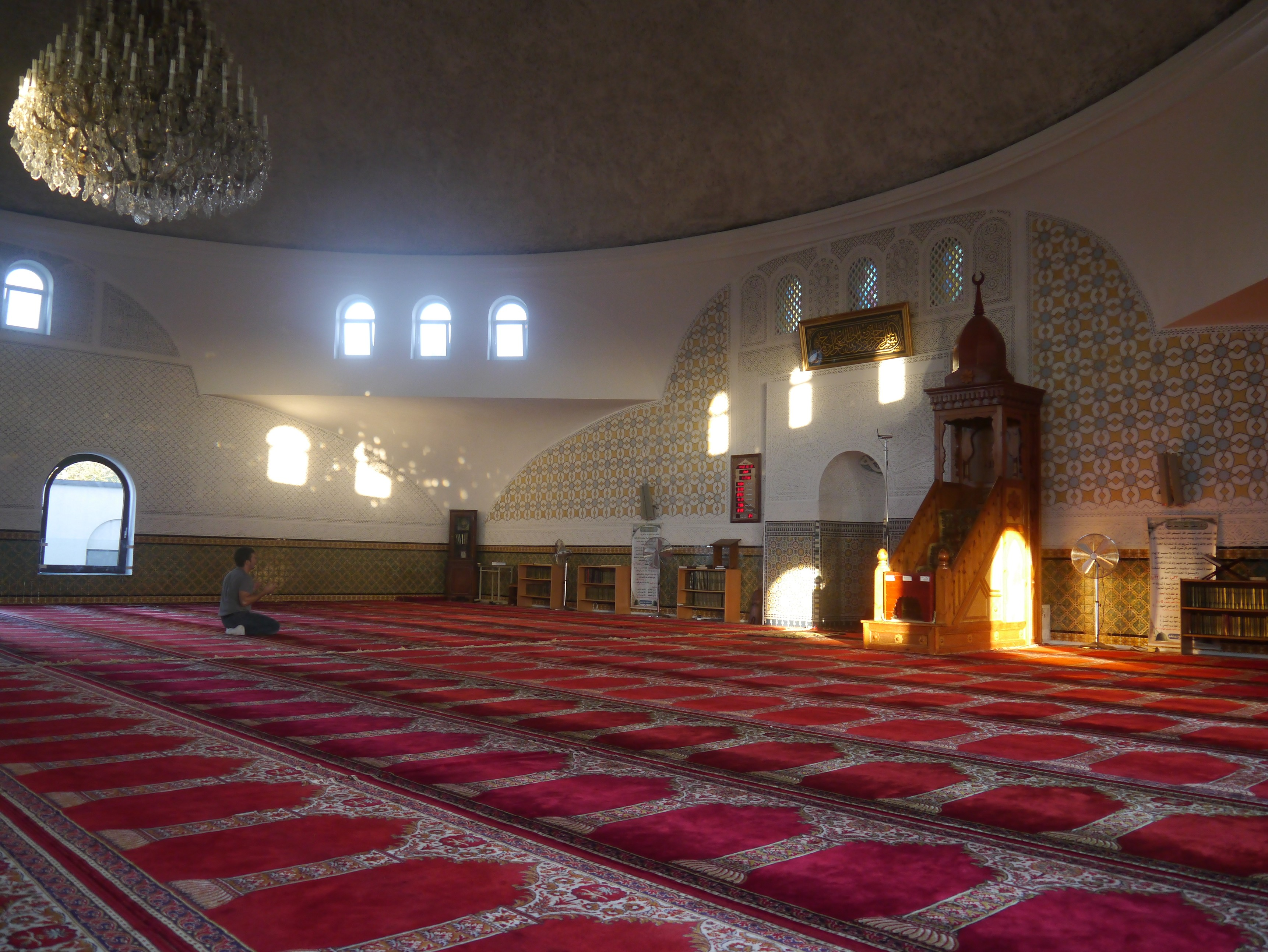
Islámské centrum Vídeň
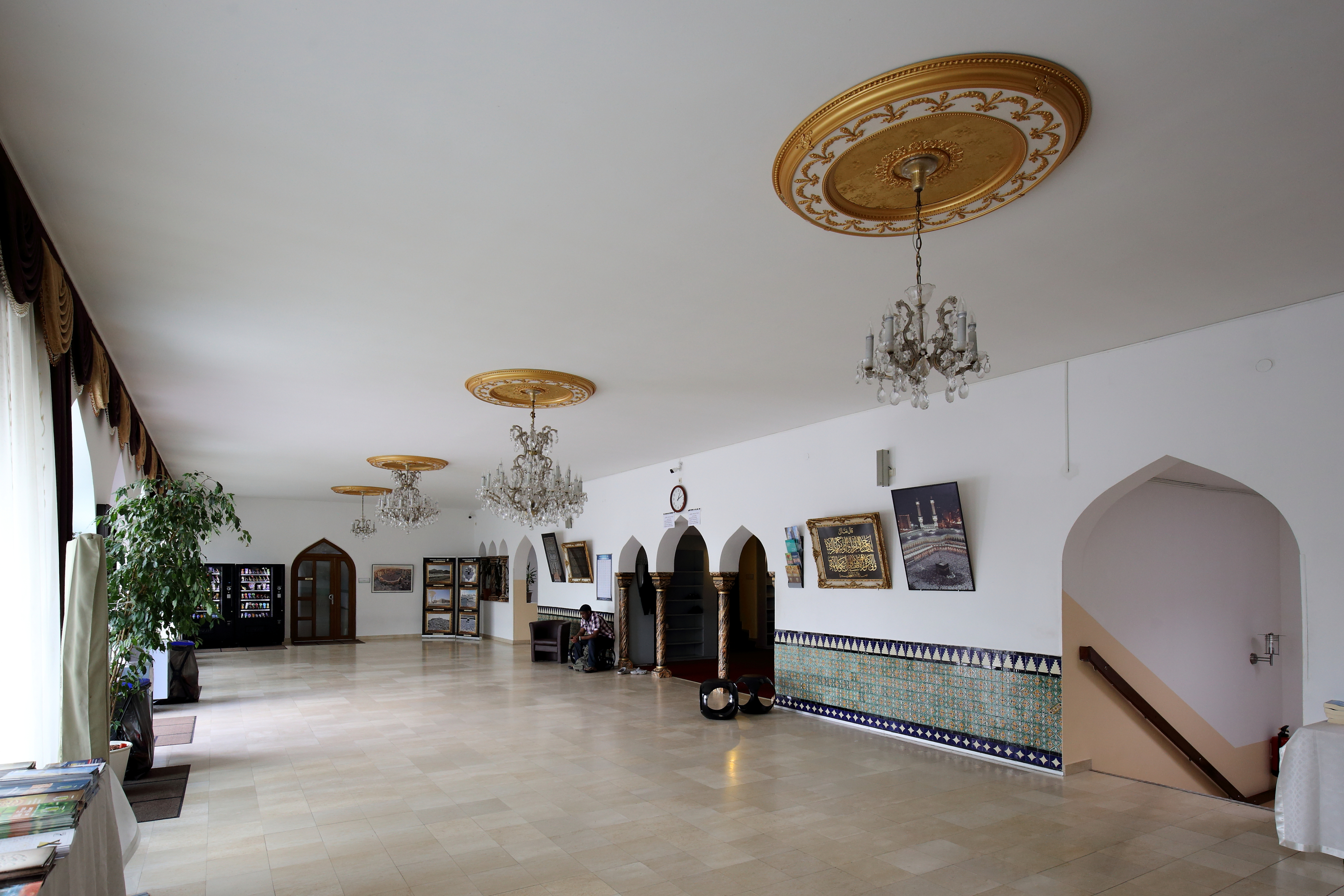
Islámské centrum Vídeň